# Алабины
Алабины (в старину также — Олабины) древний дворянский род.
Род внесён в VI часть дворянской родословной книги Рязанской губернии (1819).

## История рода
Начало этого древнего рязанского рода восходит к XVI века. Первый известный представитель рода — Игнатий Иванович — служил ещё рязанским великим князьям. Их родовая вотчина д. Алабино (Алабинская) находилась на территории Пронского княжества. Возможно, они служили и удельным князьям Пронским. 
В последней четверти XVI столетия семь представителей рода служили в детях боярских по Ряжску и вёрстаны поместьями в Ряжском уезде.
Восемь представителей рода владели поместьями в Ряжском и Рязанском уездах (1628). В конце XVII века вдова Григория Олабина — Соломонида с сыновьями Андреем, Яковом и Алексеем владели поместьем в Пронском уезде. 

## Описание герба
Щит, разделённый перпендикулярно на два поля, красное и голубое, из коих в первом находится серебряная городская стена с четырьмя зубцами, во втором голубом поле серебряная же стрела, вверх летящая.
Щит увенчан обыкновенным дворянским шлемом с дворянской на нём короной и тремя страусовыми перьями. Намёт на щите красный и голубой, подложенный серебром. Герб рода Алабиных внесён в Часть 5 Общего гербовника дворянских родов Всероссийской империи, стр. 97.

## Известные представители
- Алабин, Пётр Владимирович (1824—1896) — русский государственный и общественный деятель, военный писатель и журналист, действительный статский советник.